# Homolipides
Les homolipides (ou lipides simples) sont des lipides composés uniquement de carbone, d'hydrogène et d'oxygène.